# アルフレッド・ジェラール
アルフレッド・ジェラール（仏: Alfred Gérard、1837年3月23日 - 1915年3月15日/3月19日）は、幕末に来日し、横浜で雑貨商や船舶給水業、「ジェラール瓦」として知られる西洋式粘土瓦の工場などを営んだフランス人実業家である。生没年や来日・離日時期については澤護をはじめとするフランス文学者らや横浜開港資料館などによる近年の調査で明らかになったが、工場経営の実態などについてはいまだ不明な点が多い。

## 経歴
アルフレッド・ジェラールは、1837年、フランスのマルヌ県ランスで、パン屋の父ジャン・ニコラ・ジョセフ・ジェラールと母テレーズ・ランベール・シェリュイの間に生まれる。14歳頃より、羊毛製品製造業のフェリックス・ゴッドベルト商会に職工として通い始める。20歳の時、父ジャンは病弱な妻マリとともにパン屋を引き払い、実家のあるブザンヌに移り小麦粉販売業に転ずる。アルフレッドは母方の伯父で、クミエールでワイン商を営むフェレルベのもとで貿易商としての修業を始めた。1859年、マリは45歳でこの世を去り、その3年後にジャンは再婚した。アルフレッドがランスを離れ日本を目指したのは、そのすぐ後のことである。

### 雑貨商
1863年9月21日（文久3年8月9日）に来日。居留地168番に、小麦粉やソーセージ、シャンパンなどを扱う商店を開業した。英字新聞「ジャパンヘラルド」に1864年9月24日号から11月12日号まで5回にわたり広告を出稿したが、12月5日号からは扱い品目に砂糖が加えられた。1865年版のディレクトリには陸海軍請負業との表記があり、その前年の1864年からは軍の食料の調達を行っていたことになる。1866年版のディレクトリには、「水の供給を準備中である」とする内容の広告が横浜港に停泊中の船長向けに掲出されている。1866年中頃の広告から、所在地が169と表記されるようになった。隣接地を取得し、家屋をかまえたものと推測されている。1867年1月18日、当時の日本には粗悪で火災の危険性があるランプ油しかないことに着目したフランス人のデュプシェル（Dupouchel）は、ジェラールと組んで精製した油の販売を始めたが、2月19日から5月30日にかけての広告にデュプシェルの名はなく、ほどなくして手を引いたとみられる。6月からは皮革の柔軟加工に使われる牛脚油の販売も手掛けた。牛や羊の骨を砕いた肥料の販売も行っていたが、油と肥料の販売は1867年1月から7月までの半年ほどで終了した。1870年と1872年のディレクトリには、食肉の販売についての記述がある。ジェラールの雑貨店の広告は、1874年9月まで掲載されている。ジェラールは1875年夏に一時帰国し、翌年1月に横浜に戻った際に188番地の店舗と倉庫を他者に貸し、自らは山手77番（現在の元町公園の一部）での水供給業・瓦屋に専念することとなった。

### 給水業

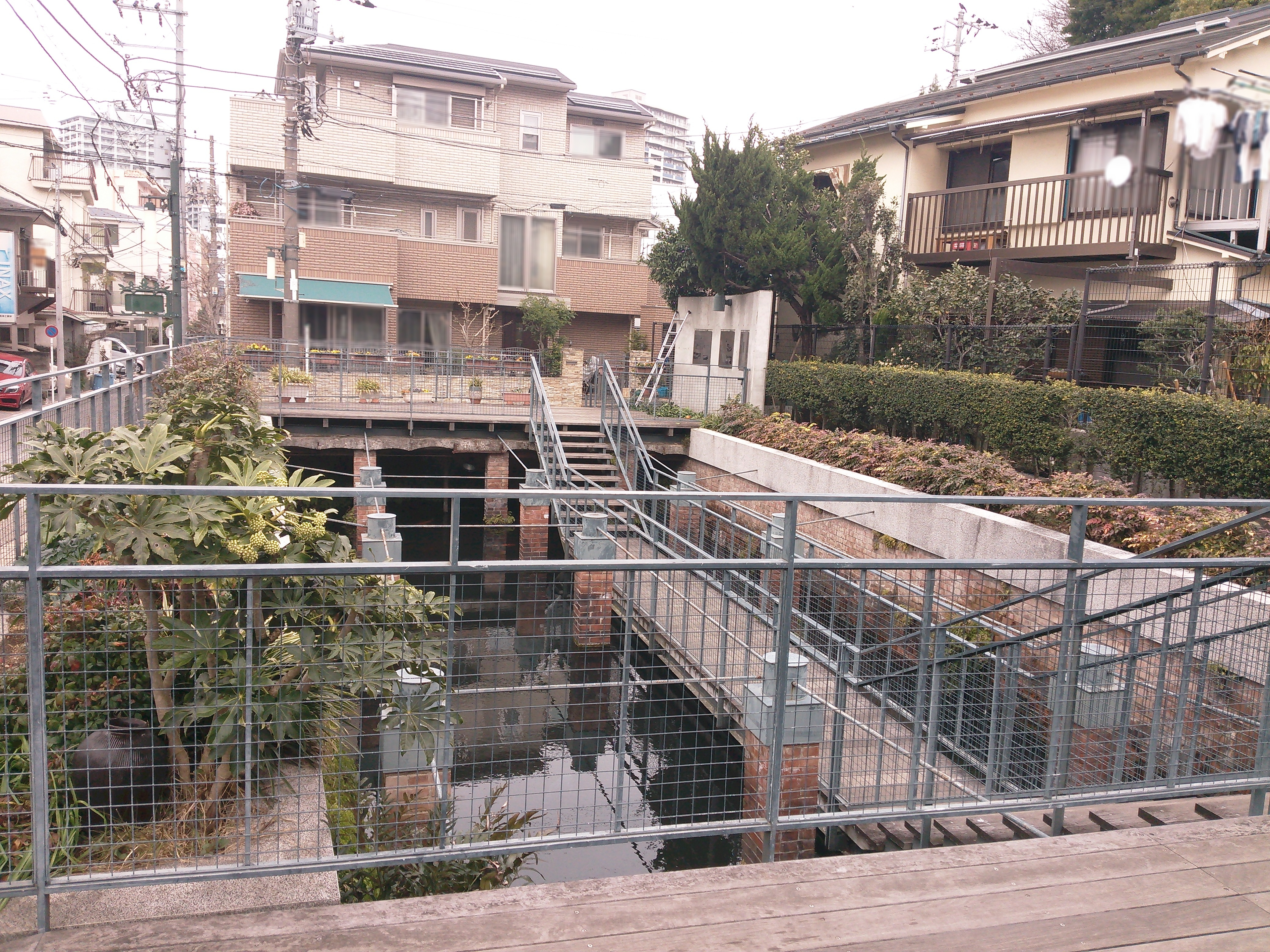
元町公園近くに残る下部貯水槽。登録有形文化財。

オランダ人のヴァン・デル・ポルデール（Van del Polder）夫妻がアムステルダムから来日したのは1866年2月3日のことであった。ポルデールは居留地136番に店舗を構えるとともに、同年夏よりジェラールと組んで水供給業を始めた。しかしポルデールは1867年6月に急逝し、以降はジェラールが単独で雑貨商と水供給業を併営した。中村地字池ノ谷戸で湧いた水を居留地188番の事務所まで運び、居留地向けに販売した。山手77番の水源で取水した水は、当初は樽詰めして販売していたが、のちに堀川までパイプを敷設し、小舟に積んで港内に停泊中の船舶まで運ぶ大掛かりなものとなった。この施設は水屋敷と呼ばれ、下部貯水槽は2001年より登録有形文化財となっている。ジェラールの水販売の広告は1877年まで確認され、居留地188番での水販売はこの頃まで行われていたとみられる。ヘンリー・S・パーマーによる近代水道が1885年に着工、1887年10月17日より供給開始し、居留地向けの水販売はこの頃で終了したとみられるが、船舶向け水供給はその後も続いた。1922年に「ジェラール給水株式会社」と称する船舶給水会社が設立されたが、ジェラールが撤退した後の山手77番に開設したということで、無関係の日本人がジェラールの名前を借りたものと考えられている。この施設は翌年の関東大震災で崩壊したが、水源は被災者にとって重要な給水場所となった。

### 煉瓦・瓦製造業

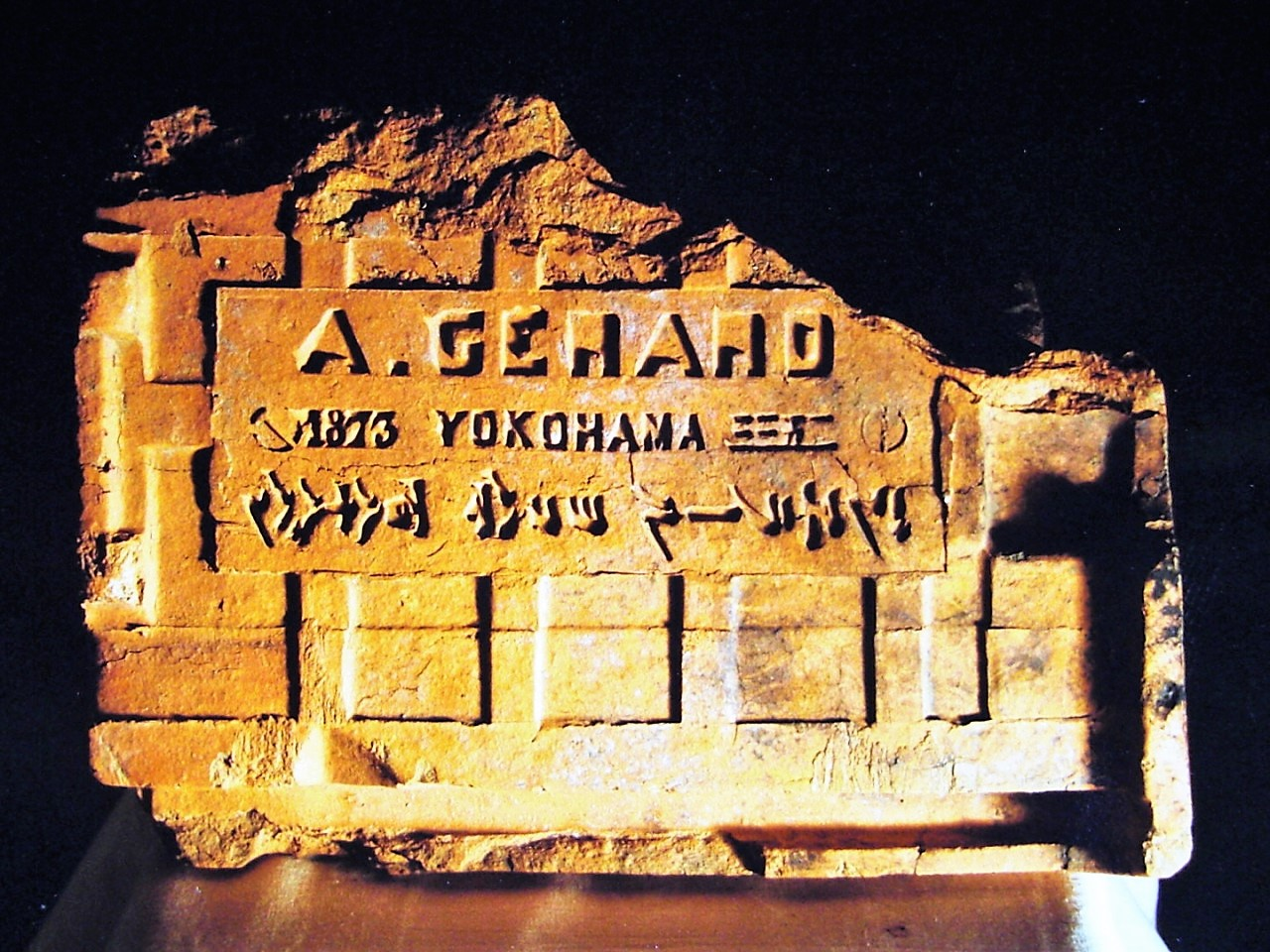
1873年製ジェラール瓦

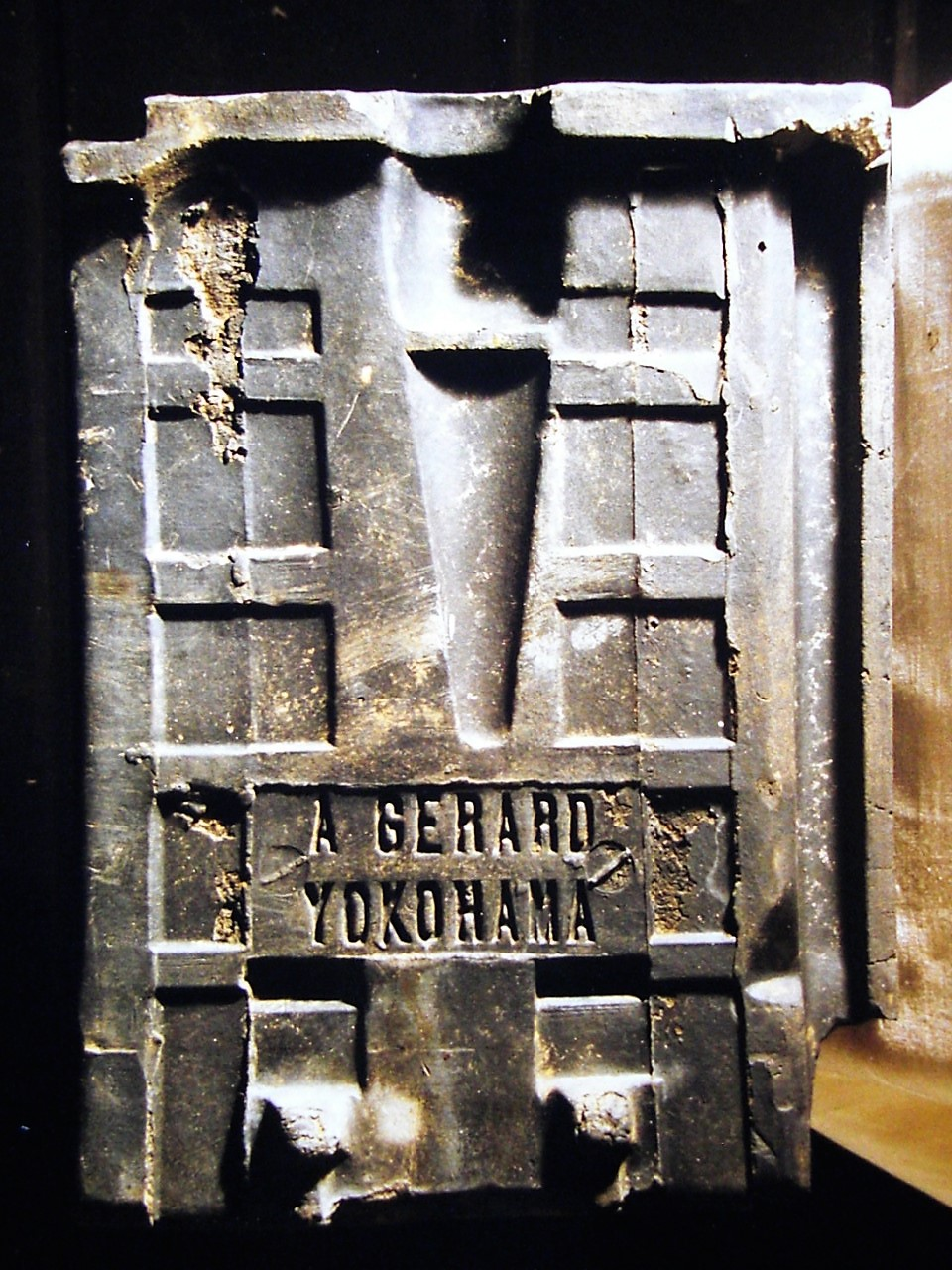
I型黒色瓦

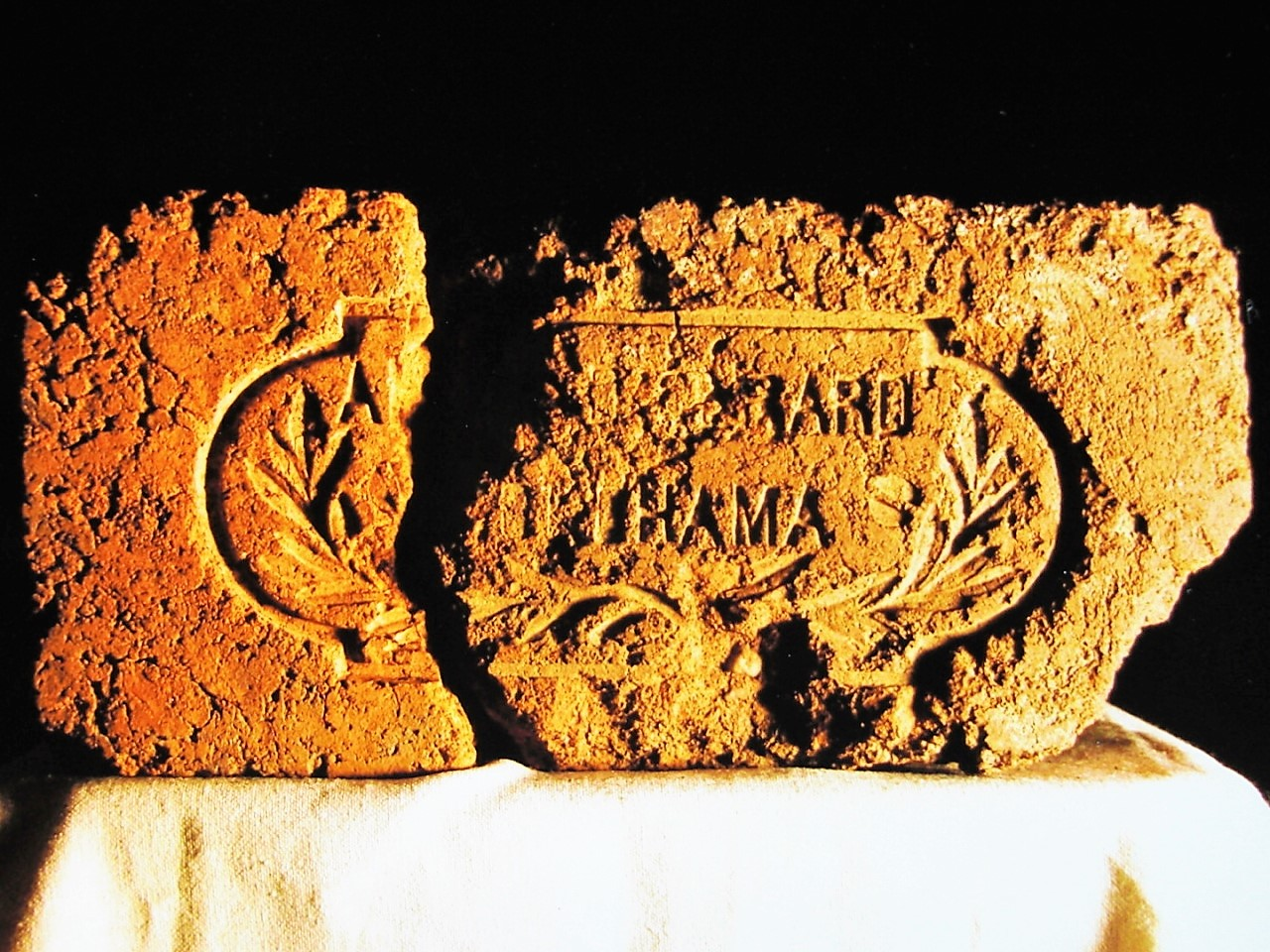
月桂樹刻印入りジェラール煉瓦

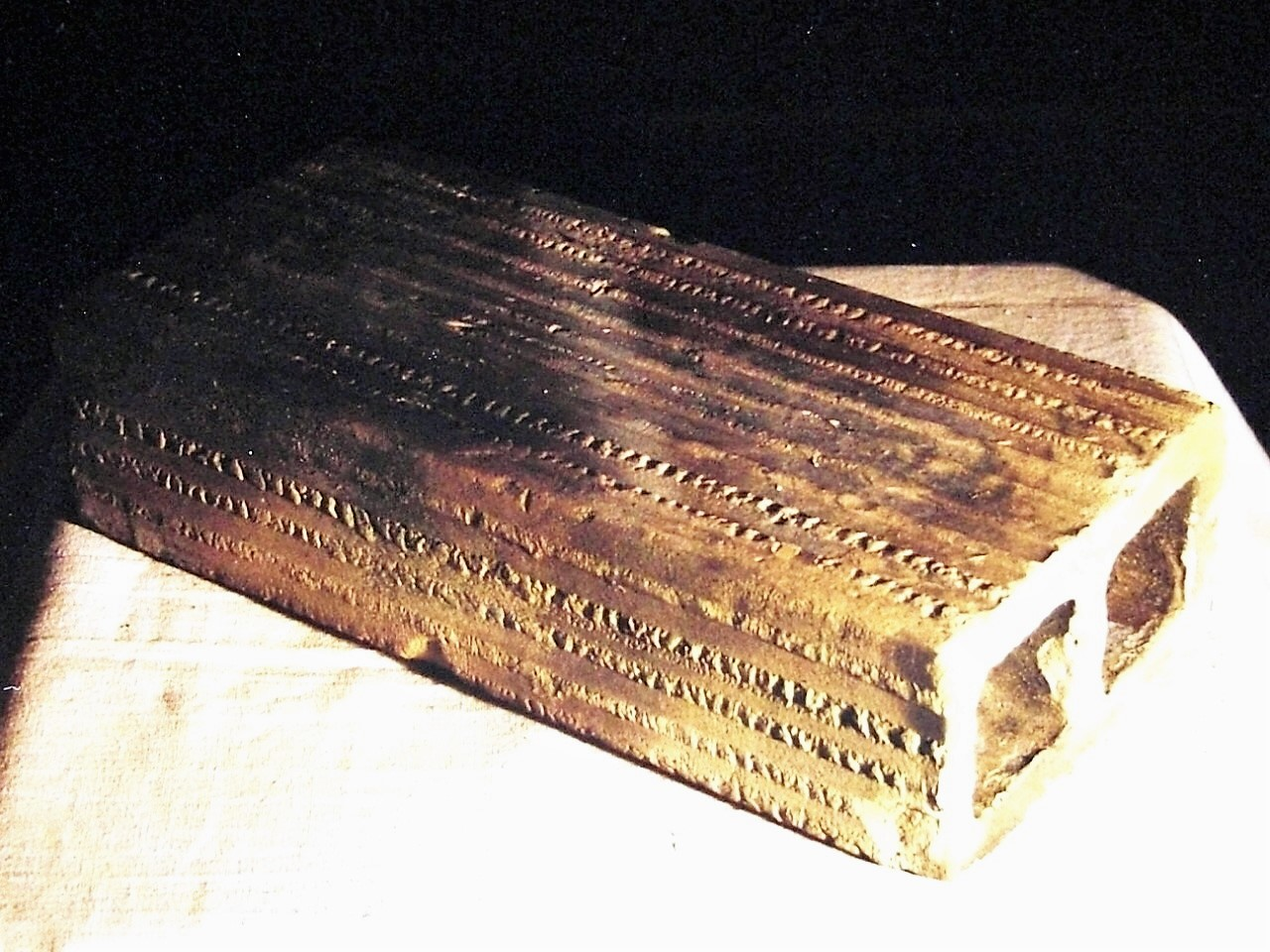
有孔煉瓦の一例　長手方向に2穴の物で平面と長手面に等間隔で線状に突起がある物(黒色煉瓦)

ジェラールが瓦と煉瓦の製造をいつから始めたかの正確な記録は確認されていないが、山手77番で「A.GERARD/1873 YOKOHAMA 三三五二/ジェラール ヨコハマ 百八十八バン」の刻印のある瓦が見つかっている。ディレクトリには1875年から1905年まで瓦製造の記録があり、彼の職歴の中で最も長いものである。「東京日日新聞」では1875年5月22日から同29日まで広告が1週間掲載されたが、「横浜毎日新聞」やフランス語紙「レコー・ドュ・ジャポン」には掲載されなかった。1878年にジェラールが帰国したが、そののちに幾人かの後継者が事業を引き継いだ。フランス人のレイノー（John Reynaud）は横浜グランドホテルの支配人を務めていたが、ホテルが経営難に陥った時に退職。フランス領事館の通訳などを務め、1880年9月にジェラールの代理店として居留地157番に店を構えた。この頃には粗悪な模造品が出回っており、レイノーは注意を呼び掛ける広告を出している。1880年2月22日に発生した横浜地震では、孤児院「仁慈堂」の屋根の日本瓦は落下したものの「佛国風ニ模シタル瓦」には損傷が見られなかった。同年12月20日の大火でも瓦葺きの家屋の多くは類焼を免れたことから、ジェラールの瓦は広く関心を集めた。1882年12月にレイノーの販売権が終了。フランス人のドゥヴェーズ（Adrien Devése）が経営権を譲り受け、明治末まで工場の経営を担った。1907年7月10日の横浜貿易新報に瓦工場売却の広告が出ており、廃業したのはこの頃とみられる。
千葉大学の考古学者岡本東三は、ジェラール瓦をI型（IA～IE）、II型、III型に分類した。I型は1873年から1876年にかけて製造されたもので、和瓦に近い正方形の形状である。1876年～1878年、1885年～1887年、1889年に製造されたII型は縦長で、裏面には網目模様とともに「TUILERIE MECANIQUE」と、機械製であることをフランス語で謳っている。III型はII型に比べシンプルなデザインとなり、裏面の刻印は「A GERARD'S STEAM TILE & BRICK WORKS」と英語に改められた。製造時期は1887年と1889年で、II型と平行して製造された。I型とII型は赤い瓦と黒い瓦が混在しているのに対し、III型は黒い製品のみが製造されている。横浜都市発展記念館の青木祐介は、1878年から1885年までの空白期間のうちにジェラールからドゥヴェーズに工場が引き継がれ、II型はジェラールの型、III型はドゥヴェーズによる型で製造されたものと推測している。
煉瓦の製造については、一般的に月桂樹の刻印が平面(ひらめん)全体に入った橙色と黒色の二種の普通煉瓦(所謂ジェラール煉瓦)が良く知られているが、非常に優美な外観を持つこの普通煉瓦は実際に使用されている構造物が発見されていないばかりか、発見数が非常に少なく、また、橙色の「赤煉瓦」に関しては発見された物の殆どが非常に脆く、品質的な問題があるように見える。この事から、普通煉瓦に関しては試作のみで、販売はされなかった可能性がある。
実際に製品として販売された煉瓦は、コンクリートブロックのように幾つかの空洞部分を設けた「有孔煉瓦」が中心だったとみられ、こちらに関しては現存する構造物でも使用例が見られる(例えば神奈川県藤沢市鵠沼海岸に2016年9月現在現存する某個人宅の煉瓦塀等)。有孔煉瓦には多くのバリエーションがあり、穴の開け方では小口方向に4穴、長手方向に2穴、長手方向に3穴、オナマ2個分の大きさで小口面が正方形をしており長手方向に4穴(田の字型に穴が開いている)等がある他、長手方向に2穴の物では平面と長手面に等間隔で線状に突起がある物と無い物、更には橙色と黒色の物があるなど、少なくとも7~8種類が確認されている。従って、瓦の他にも有孔煉瓦はある程度の量産販売が行われていたものと思われる。

### 晩年

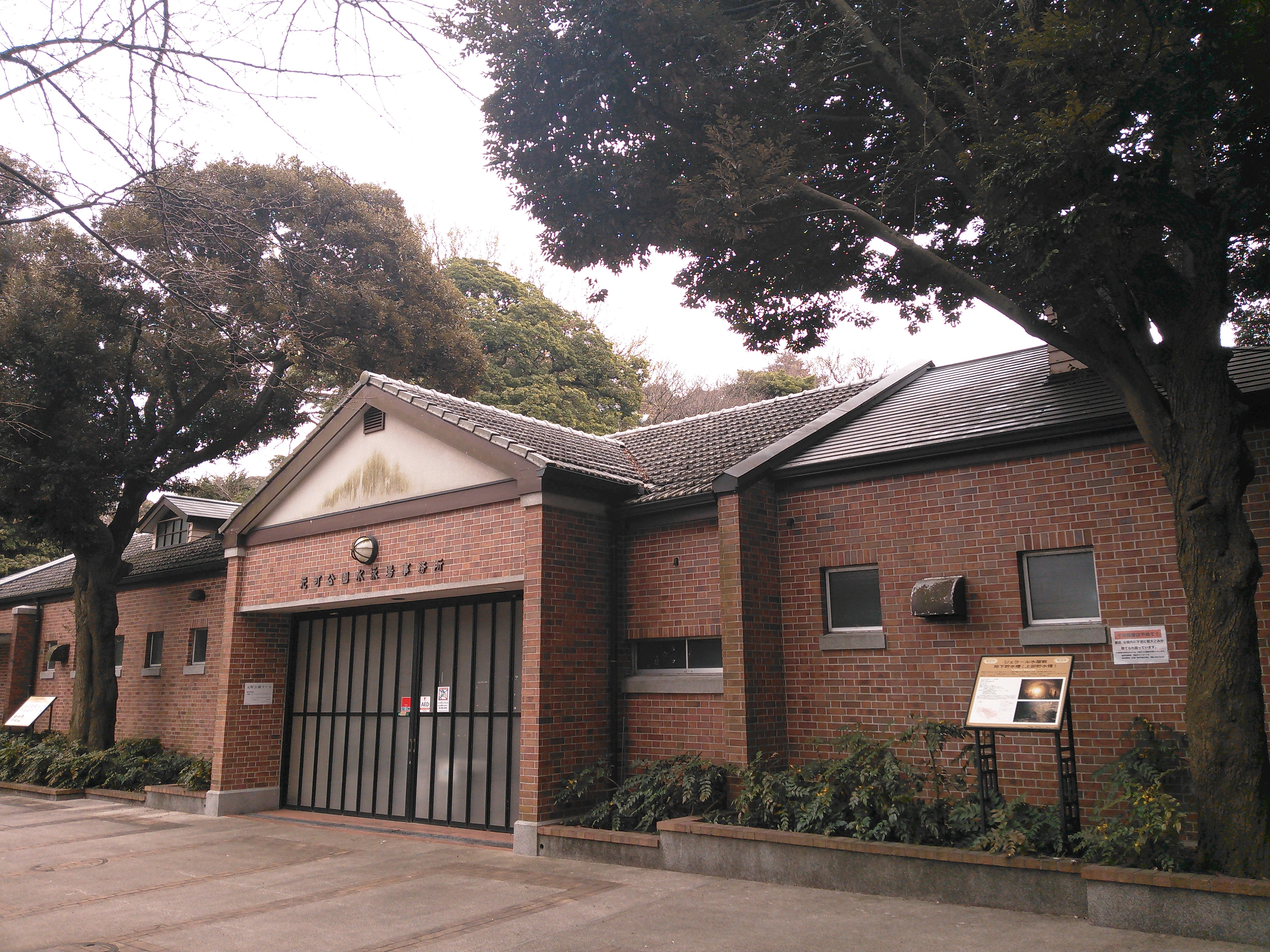
ジェラール瓦で葺かれた元町公園プールの管理棟。この付近の地下で上部貯水槽が発見された。

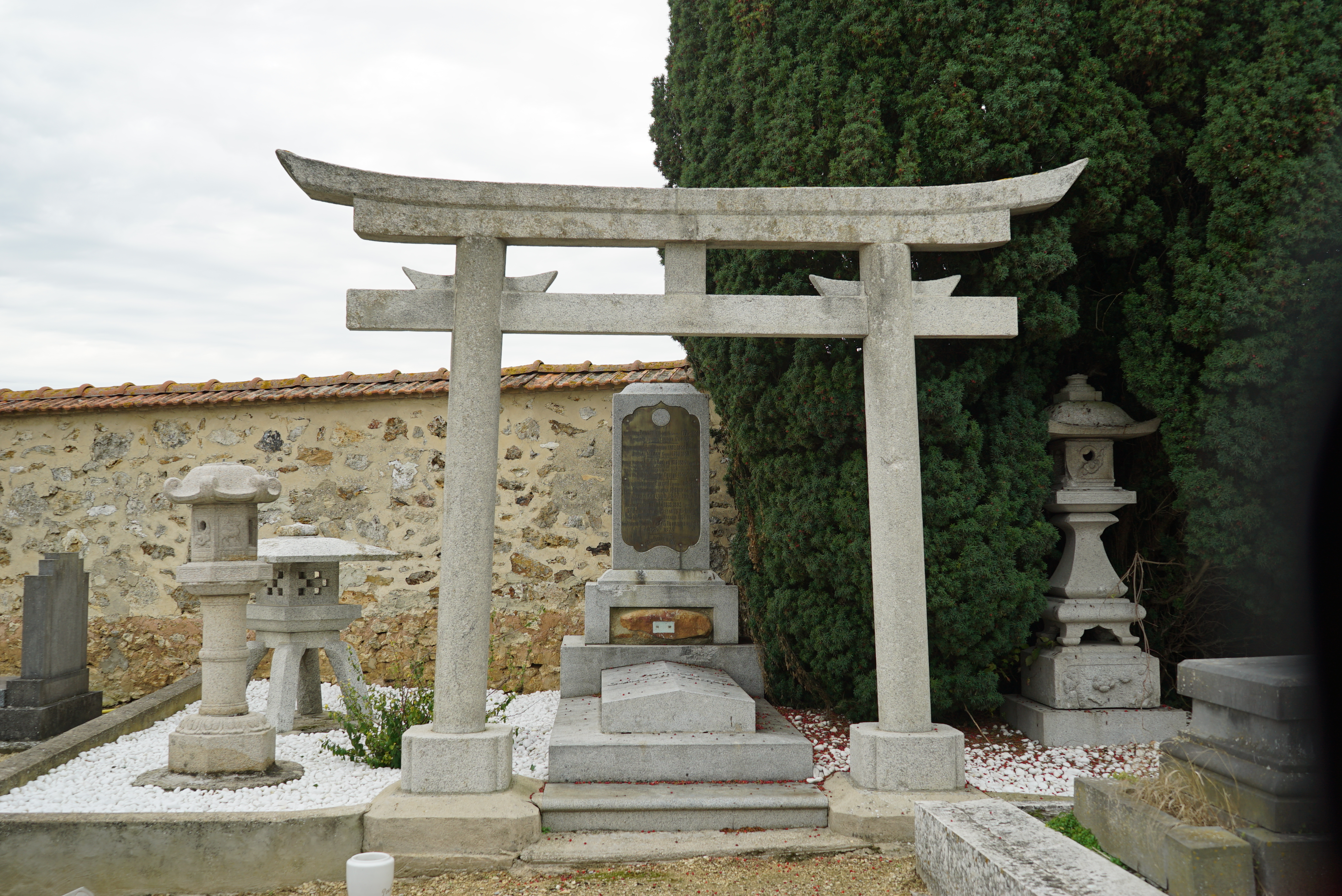
ランスにある、ジェラールの墓所

1878年（明治11年）7月1日に日本を離れたジェラールは故郷ランスに戻り、金利生活者として過ごした。来日中に収集した日本の古銭や仏像、刀剣・鎧兜等の武具類などの2500点のコレクションはランス美術館に寄贈された。コレクションの中には能面や、江戸時代後期の日本の庶民の暮らしをかたどった陶器製の人形など民俗学的好奇心をうかがわせるものや、大皿や日本製洋食器など陶磁器への関心を表す品々も多いが、1913年には第一次世界大戦によりその一部が被災した。
農業技術書の収集家としても知られ、彼の蔵書は、没後に遺産で設立されたレモア農業サークルに引き継がれる。フランスの郷土史家ギュイヤール（Huguette Guyard）は、日本を離れた理由についてコレラに罹患したためと推測している。帰国後、石灰質の多いランスの土壌に有機養分を補い良質なブドウを栽培するための二槽式堆肥溜を開発。1889年のパリ万国博覧会に出品した。1915年、ランスにて死去。享年77。墓所には石の鳥居と、3基の石灯籠が設えられた。彼の死去ののち、1920年に工場跡地に大正活映の撮影所ができ、その後「ジェラール給水株式会社」が創業したが、1927年に横浜市がジェラールの遺産相続人であるシャルトンから永代借地権を買収、1930年に湧水を活用したプールを含む、元町公園が開園した。
ジェラールの足跡については多くのフランス文学者や郷土史家らが研究の対象とし、当時の横浜市長であった飛鳥田一雄は、1974年にエッセイ『素人談義三人ジェラール』を著した。同書では、当時の新聞広告やディレクトリから、「肉屋」「水屋」「瓦屋」としてのジェラールが同一人物であり、横須賀製鉄所技術者のジェラールは同名の別人であると読み解いた。1988年には、先に発見されていた下部貯水槽の湧水調査を行っていた関東学院大学の研究チームが、元町公園プール付近の地下で煉瓦造りの上部貯水槽を発見。上部貯水槽の水位が一定量を越えると下部貯水槽に流れ、沈砂池として作用する構造が解明された。ジェラールの肖像画や写真は永らく存在が知られてこなかったが、彼がフランス士官のクレットマンに対し贈ったとみられる、ジェラールの41歳当時の肖像画が2000年に発見された。裏面には「ローニンの国の記念に」のメッセージが添えられていた。ジェラールが帰国して約130年を経た2008年頃には、元町のフランス料理店が彼の名を冠した地ビールを発売開始した。